# Anton Domenico Gabbiani
Anton Domenico Gabbiani (Florencia, 13 de febrero de 1652-Florencia, 22 de noviembre de 1726) fue un pintor italiano del barroco tardío.

## Biografía
Su primera formación como artista corrió a cargo del retratista de los Medici, el flamenco Justus Sustermans. Después estudiaría junto a Vincenzo Dandini. El 20 de mayo de 1673 llegó a Roma, donde estudió durante tres años con Ciro Ferri y Ercole Ferrata en la Accademia Fiorentina. Allí pudo estudiar la obra de los grandes artistas barrocos de la generación anterior, sobre todo Pietro da Cortona y Carlo Maratta, a cuyo influjo fue particularmente sensible.
Tras un corto período en Venecia (1678-1679) junto al retratista Sebastiano Bombelli, le encontramos de nuevo en Florencia en 1680. Hacia 1684 empieza a trabajar como artista independiente. Sus primeras obras conocidas revelan claramente sus influencias: la grandiosidad en la composición de Maratta y el tratamiento de las figuras de Dandini.
Pronto encontró un excelente patrón en la persona del príncipe heredero Fernando de Médici, que le encargó diversos retratos de la familia ducal y de diversos personajes de la corte. Sin embargo, el gran proyecto que otorgó a Gabbiani fue la decoración al fresco de la Palazzina Meridiana, en los apartamentos del príncipe en el Palazzo Pitti, donde el artista pudo acometer una composición de gran alcance y complicada iconografía. Su trabajo es considerado como la obra maestra de su carrera.
Gabbiani tuvo numerosos alumnos, entre ellos Ignazio Hugford (que también fue su biógrafo), Benedetto Luti y Tommaso Redi.

## Obras destacadas
- Músicos de la corte de los Médici (1681, Galleria dell'Accademia, Florencia)
- Retrato de los músicos Vincenzo Olivecciani, Antonio Rivani y Giulio Cavalletti (1681, Galleria dell'Accademia, Florencia)
- Anunciación (1684, destruida, antes en el Palazzo Pitti, Florencia)
- Gloria de San Francisco de Sales (1685, Santi Apostoli, Florencia)
- Autorretrato (1685, Corredor Vasariano, Uffizi, Florencia)
- Retrato del príncipe Fernando de Médici con sus músicos (1685, Palazzo Pitti, Florencia)
- Retrato de Ana María de Médici (1685, Palazzo Pitti, Florencia)
- Retrato de tres músicos de la corte de los Médici (c. 1685, Palazzo Pitti, Florencia)
- Retrato de cortesanos de la corte de los Médici (1685-1690, Uffizi, Florencia)
- Retrato de tres músicos de la corte de los Médici (1687, Galleria dell'Accademia, Florencia)
- Mercurio presenta la Paz a Júpiter en el Olimpo (1691, Palazzo degli Alberti, Prato)
- Frescos de la Palazzina Meridiana (1692-1693, Palazzo Pitti, Florencia)
  - El Tiempo exalta la Ciencia y expulsa a la Ignorancia: Celebración de Galileo y sus descubrimientos
- Apoteosis de Cosme el Viejo (1698, Sala da Pranzo, Villa medicea de Poggio a Caiano), fresco.
- Rapto de Ganímedes (1700, Uffizi, Florencia)
- Presentación de Jesús en el Templo (1716, Museo Cívico, Pistoia)
- Autorretrato (1717, Uffizi, Florencia)
- La Virgen ofrece el hábito a los fundadores de la Orden de los Siervos de María (1718, Uffizi, Florencia)
- Tránsito de San José (1723, Galleria dell'Accademia, Florencia)

## Galería
|  |  |  |